# Ривере (Торино)
Ривере је насеље у Италији у округу Торино, региону Пијемонт.
Према процени из 2011. у насељу је живело 29 становника. Насеље се налази на надморској висини од 654 м.